# Eustomias metamelas
Eustomias metamelas es una especie de pez de la familia Stomiidae en el orden de los Stomiiformes.

## Hábitat
Es un pez de mar y de aguas profundas que vive hasta 400 m de profundidad.

## Distribución geográfica
Se encuentra al suroeste de la  Atlántico (9 ° 41'S, 27 ° 39'W).